# Кубинско тоди
Кубинското тоди (Todus multicolor) е вид птица от семейство Todidae.

## Разпространение и местообитание
Разпространен е в Куба.